# 皮姆河
皮姆河（俄语：Пим）是俄羅斯的河流，位於漢特-曼西自治區，屬於鄂畢河的右支流。
皮姆河全長390公里，流域面積12,700平方公里，離河口166公里處平均流量每秒68立方米，在每年11月至5月被冰封，河畔城鎮有良托爾。